# (473) Nolli
(473) Nolli – planetoida z pasa głównego asteroid.

## Odkrycie
Została odkryta 13 lutego 1901 roku w Landessternwarte Heidelberg-Königstuhl w Heidelbergu przez Maxa Wolfa. Nazwa planetoidy pochodzi od zdrobnienia imienia dziecka odkrywcy. Przed nadaniem nazwy planetoida nosiła oznaczenie tymczasowe (473) 1901 GC.

## Orbita
(473) Nolli okrąża Słońce w ciągu 4 lat i 127 dni w średniej odległości 2,66 j.a. Planetoida należy do rodziny planetoidy Eunomia.